# Kostel svatého Martina (Frenštát pod Radhoštěm)
Kostel svatého Martina je římskokatolický farní kostel nacházející se na náměstí Míru ve Frenštátě pod Radhoštěm v okresu Nový Jičín. Je chráněn jako kulturní památka.

## Popis
Jedná se o barokní jednolodní stavbu s představěnou hranolovou věží s hladkou fasádou, k níž na severní straně přiléhá patrová hmota sakristie a oratoře i se dvěma polygonními kaplemi sv. Barbory a sv. Jana Nepomuckého z roku 1740. Věž má v posledním zvonicovém patře na všech stranách prolomena vysoká okna nad nimiž se nachází kulaté ciferníky hodin. Věž je kryta cibulovou bání, na hřebeni sedlové střechy je sanktusník. Interiér je osvětlen třemi nízkými půlkruhovými okny v presbytáři a dvěma stejnými okny v bočních kaplích. Z 18. století pochází také část dřevěných dveří se zachovalými zámky a kováním. Hlavní dvoukřídlé zčásti prosklené dveře se secezujícím dekorem byly pořízeny na začátku 20. století, podobně jako kostelní lavice. Loď je zaklenuta valeně se dvěma páry styčných lunet. Loď i oratoř nad křížově klenutou sakristií jsou plochostropé. K výbavě patří rokokový mobiliář i monstrance z roku 1631. Hlavní vstup do kostela je situován na jižní straně věže. Kostel bývá označován jako tzv. „farní“ či „dolní“. Součástí areálu je fara s hospodářskou budovou a vstupní bránou. Kostel se nachází na hraně ostrohu nad říčkou Lomnou.
Zajímavostí je závěsný triptych Valašské Madony autora Adolfa Liebschera (jeho kopie se nachází v kapli na Radhošti). Také se uvnitř nachází Valašský Betlém autora Jana Knebla.

## Historie

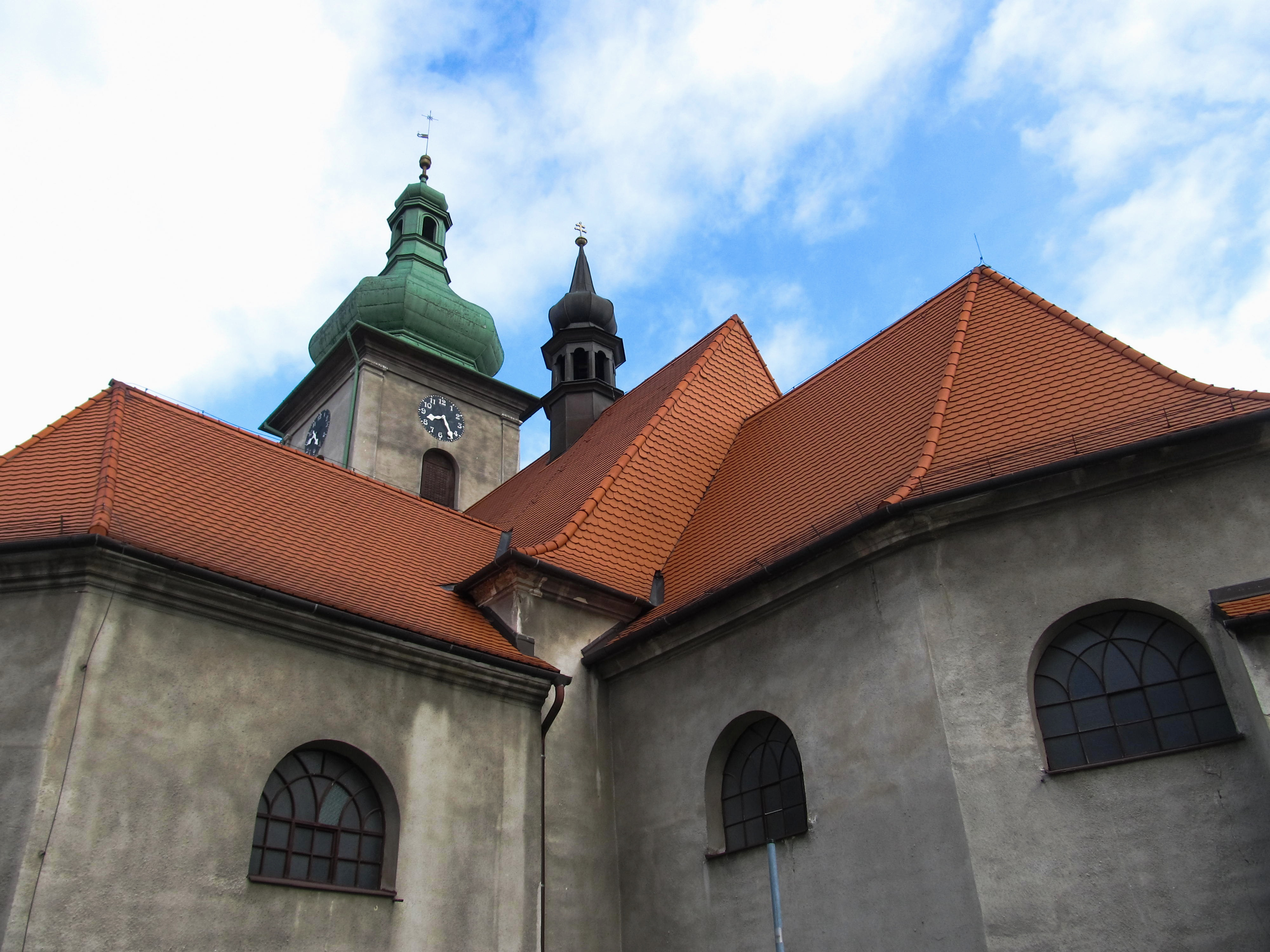
Pohled na kostel

Kostel byl vystavěn na místě staršího dřevěného kostela, který zde stával již ve 14. století a při požáru v roce 1661 vyhořel. Byl dokončen v roce 1680. Hned po dokončení den před vysvěcením byl kostel vydrancován a vypálen. Poté se jako farní kostel používal kostel filiální zasvěcený sv. Janu Křtiteli. V roce 1740 byly k opravené stavbě přistavěny boční kaple – kaple sv. Barbory a sv. Jana Nepomuckého.
Součástí býval i hřbitov, který byl roku 1824 zrušen.
Objekt byl ještě částečně stavebně upraven na počátku a ve II. pol. 20. století.

## Zvony
Součástí každého kostela byly zvony, jež zde měly jména Martin (18 centů), Václav, Urban, Fabian a Marie. Tyto zvony světil olomoucký biskup Stanislav Pavlovský roku 1585. Dne 16. října 1916 si vzala rekviziční komise zvon sv. Martin, který byl puklý jako protiváhu tří zvonů, které chtěla komise odebrat. Dne 5. října 1917 vojenská rekviziční komise odebrala na farní věži zvony sv. Martina (288 kg) a P. Marii (66 kg), takže zbyl pouze zvonek Sanktus a umíráček.
Nyní se v kostele nachází zvon sv. Martina, vážící 500 kg, jehož autorem je Josef Tkadlec z Holenkova. Zvonu požehnal biskup ostravsko-opavské arcidiecéze Václav Lobkowicz. Na zvonu se nachází vyobrazení sv. Martina, znak Frenštátu, nápis Deus caritas est „Bůh je láska“ a také nápis, že na výrobu přispěla obec Trojanovice.